# Municipio de Center (condado de Vernon)
El municipio de Center (en inglés: Center Township) es un municipio ubicado en el condado de Vernon en el estado estadounidense de Misuri. En el año 2010 tenía una población de 9664 habitantes y una densidad poblacional de 102,88 personas por km².

## Geografía
El municipio de Center se encuentra ubicado en las coordenadas 37°48′26″N 94°20′46″O / 37.80722, -94.34611. Según la Oficina del Censo de los Estados Unidos, el municipio tiene una superficie total de 93.94 km², de la cual 93.35 km² corresponden a tierra firme y (0.62%) 0.59 km² es agua.

## Demografía
Según el censo de 2010, había 9664 personas residiendo en el municipio de Center. La densidad de población era de 102,88 hab./km². De los 9664 habitantes, el municipio de Center estaba compuesto por el 95.55% blancos, el 0.82% eran afroamericanos, el 0.67% eran amerindios, el 0.83% eran asiáticos, el 0.07% eran isleños del Pacífico, el 0.55% eran de otras razas y el 1.51% pertenecían a dos o más razas. Del total de la población el 1.78% eran hispanos o latinos de cualquier raza.